# Транслаг
Трансла́г (Автотра́нспортный исправи́тельно-трудовой ла́герь) — лагерное подразделение, действовавшее в структуре Дальстрой.

## История
Транслаг был организован в 1951 году в качестве Автотранспортного лагерного отделения, в том же году преобразован в исправительно-трудовой лагерь. Управление Транслага размещалось в посёлке Мякит, Магаданская область. В оперативном командовании оно подчинялось первоначально Главному управлению исправительно-трудовых лагерей Дальстрой, а позднее Управлению северо-восточных исправительно-трудовых лагерей Министерства Юстиции СССР (УСВИТЛ МЮ) (позднее УСВИТЛ передан в систему Министерства Внутренних Дел).
Транслаг прекратил своё существование в 1954 году. Исходя из существуюих документов, а именно «Бюллетеня», который выпускался и распространялся исключительно на территории Транслага, датированного 1945 годом, возникает вопрос о дате создания лагеря. Как видно из документа, в 1945 году он уже существовал.

## Производство
Основным видом производственной деятельности заключённых было обслуживание автомобильной и горной техники Дальстрой.